# Crowhurst (Sussex de l'Est)
Pour les articles homonymes, voir Crowhurst.
Crowhurst est une paroisse civile et un village du Sussex de l'Est, en Angleterre.